# Kleiner Feigling

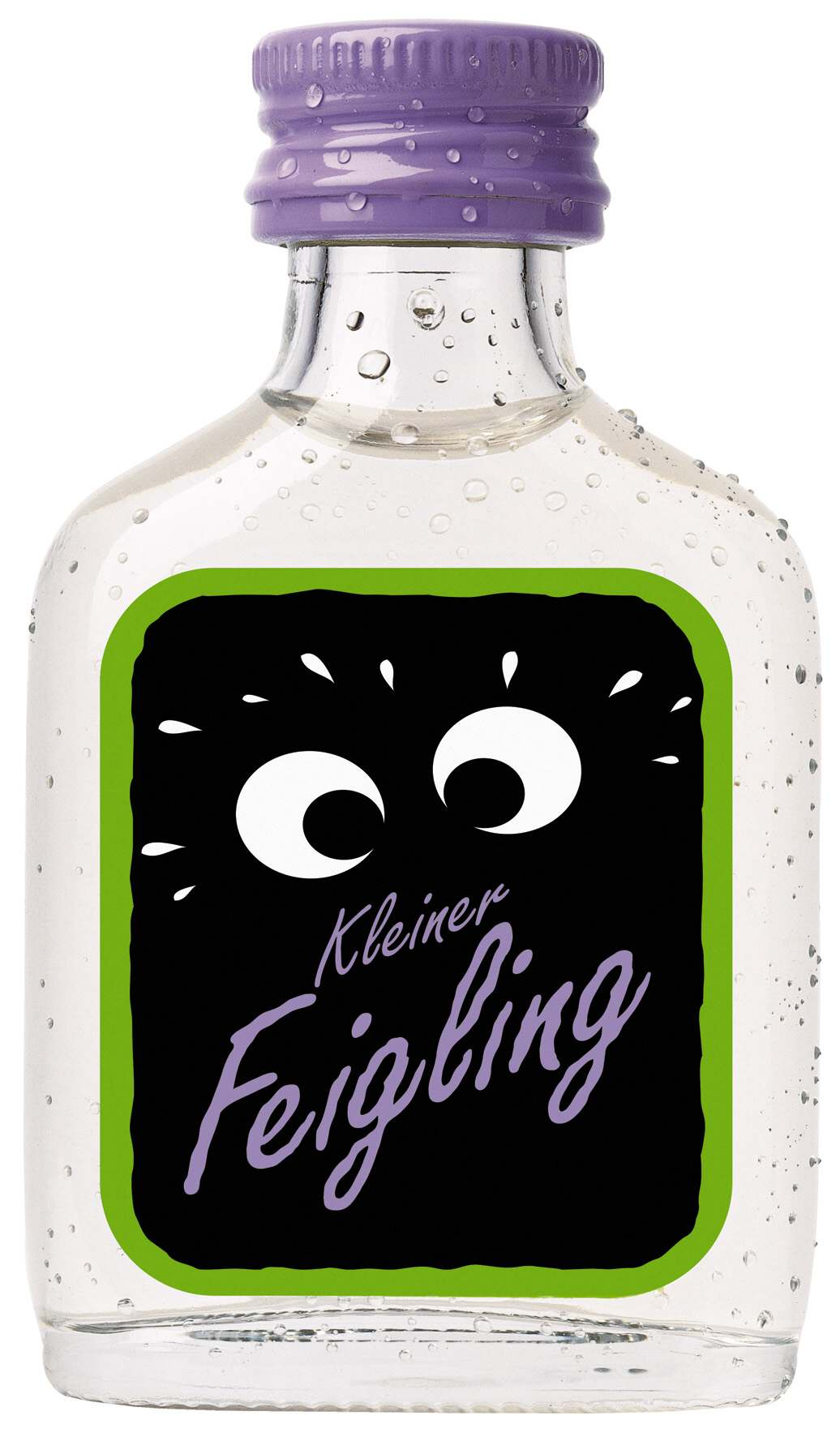
Eine 0,02-Liter-Flasche Kleiner Feigling

Kleiner Feigling ist eine von der Waldemar Behn GmbH aus Eckernförde seit 1992 hergestellte klare Spirituose mit Wodka und Feigenaroma und einem Alkoholgehalt von 20 Prozent. Durch ihren hohen Zuckeranteil zählt sie zu den Likören.
Kleiner Feigling zählt laut Herstellerangaben zu den bekanntesten und beliebtesten deutschen Markenartikeln.

## Geschmacksvarianten
Unter der Produktbezeichnung Feigling's Fancy Flavours bietet der Hersteller weitere Spirituosen in ungewöhnlichen Geschmacksrichtungen an. Seit dem 1. Juli 2013 wurden zunächst die Varianten American Popcorn, Bubble Gum, Coco Biscuit, Erdnuss Flips, Luxus Lakritz und Apple Pie (später umbenannt in Apple Strudel) vertrieben. Anfang 2015 folgten die weiteren Sorten American Ice Tea und Unkraut, die zusammen mit den bisherigen Geschmacksrichtungen in zahlreichen TV-Werbespots und im Rahmen der größten Marketing-Einzelinvestition der Markengeschichte beworben wurden. Es folgten mit den Geschmacksrichtungen Magic Mango und Erdbeer Colada im Jahr 2017 sowie Kirsch-Banana und Peppermint 2018 vier weitere Varianten. 2021 folgte die Variante Cookie Vanille und 2023 Green Lemon.

## Größen
Die normale Flasche hat einen Inhalt von 0,02 Liter. Des Weiteren gibt es noch die sogenannte Taschenflasche mit 0,1 Liter und größere Flaschen mit 0,5, 1,0 und 3,0 Litern Inhalt.
Anfang 2024 wurde „Kleiner Feigling - Die Dose“ mit 10 Prozent Alkohol eingeführt, es gehört zu den Ready-To-Drink-Produkten.